# John Nance Garner
John Nance Garner IV, känd som "Cactus Jack", född 22 november 1868 i Red River County, Texas, död 7 november 1967 i Uvalde, Texas, var en amerikansk demokratisk politiker. 
Han tjänstgjorde som talman i USA:s representanthus från 1931 till 1933 och därefter som USA:s vicepresident under Franklin D. Roosevelts två första mandatperioder, från 1933 till 1941.

## Biografi
John Nance Garner studerade juridik och inledde 1890 sin karriär som advokat i Uvalde. Han arbetade som domare i Uvalde County 1893-1896 och var ledamot av underhuset i delstatens lagstiftande församling, Texas House of Representatives 1898-1902. När Garner 1893 valdes till domare i countyt, var Mariette "Ettie" Rheiner hans motståndare i primärvalet. Han gifte sig två år senare med Mariette och paret fick 1896 en son, Tully Charles Garner.
I 1902 års kongressval valdes Garner in i USA:s representanthus. Han representerade där ett valdistrikt i rurala södra Texas i trettio år, 1903-1933. Garners fru arbetade som hans privatsekreterare efter att han hade ertappats med att ha haft ett förhållande med sin tidigare sekreterare. Garner var representanthusets talman från 1931 till 1933. 
När demokraterna valde presidentkandidat i 1932 års presidentval, var Garner en av Franklin D. Roosevelts tuffaste motståndare. Roosevelt fick flest röster på konventet men det var inte tillräckligt många för att han skulle vinna eftersom det krävdes minst två tredjedels majoritet. Garners och Roosevelts kampanjledare, James Farley respektive Sam Rayburn, kom därför överens om att Garner skulle stödja Roosevelt i utbyte mot att han blev Roosevelts vicepresident.
Roosevelt och Garner vann valet och de omvaldes till sina respektive ämbeten 1936. Garner uppskattade inte vicepresidentens möjligheter att påverka särskilt mycket och han har sagt om ämbetet orden "not worth a bucket of warm piss" ("inte värt en hink med varmt piss"), men detta censurerades och blev i tidningarna "not worth a bucket of warm spit". 
Under Roosevelts andra mandatperiod försämrades relationerna mellan presidenten och vicepresidenten märkbart och de var oense om många av tidens centrala politiska frågor. Många av de demokrater som var missnöjda med presidenten, bad Garner om att ställa upp i 1940 års presidentval. Garner ansåg sig vara en företrädare för partiets traditionella etablissemang i motsättning till förnyarna som stod bakom New Deal. Garner var en tidig favorit i opinionsmätningar bland demokratiska väljare, eftersom många antog att Roosevelt skulle följa traditionen och inte ställa upp för en tredje mandatperiod i Vita huset.
När det visade sig att Roosevelt var villig att ställa upp i presidentvalet, bestämde sig Garner för att utmana presidenten i alla fall. Han visste att chanserna inte var stora, men han var stark motståndare till att någon överhuvudtaget skulle väljas för tre mandatperioder som president. Dessutom var han emot Roosevelts politik. Roosevelt besegrade Garner klart på partimötet i första omröstningen. Efter att ha lämnat vicepresidentämbetet i januari 1941 återvände Garner till hemstaden Uvalde.
Förutom Garner har endast Schuyler Colfax varit talman i representanthuset innan han blev USA:s vicepresident, och de två är därmed de enda som har varit ordförande över den amerikanska kongressens båda kammare, då vicepresidenten är ordförande för senaten.